# Bajos
Bajos är en udde i Antarktis. Den ligger i Västantarktis. Argentina, Chile och Storbritannien gör anspråk på området.
Terrängen inåt land är kuperad norrut, men åt sydost är den platt. Havet är nära Bajos söderut. Trakten är obefolkad. Det finns inga samhällen i närheten. 